# Suárez (ort i Colombia, Cauca, lat 2,95, long -76,70)
Suárez är en ort i Colombia.   Den ligger i departementet Cauca, i den västra delen av landet, 300 km sydväst om huvudstaden Bogotá. Suárez ligger 1 075 meter över havet och antalet invånare är 9 985. Den ligger vid sjön Embalse Salvajina.
Terrängen runt Suárez är huvudsakligen kuperad, men åt sydväst är den bergig. Suárez ligger nere i en dal. Runt Suárez är det ganska glesbefolkat, med 38 invånare per kvadratkilometer. Suárez är det största samhället i trakten. Omgivningarna runt Suárez är en mosaik av jordbruksmark och naturlig växtlighet.